# Abdest
Abdest (arabisk: wudu) er den muslimske rituelle afvaskning i rent vand før tidebønnerne (salah). Abdesten er pligtig for alle modne muslimer forinden en række religiøse praksis, generelt forbundet med bøn, andægtighed og saglighed. Blandt de forskellige islamiske denominationer (hvor Shiisme og Sunnisme udgøre de to største) er der forskellige mindre variationer i hvordan selve abdesten skal udføres.

## Sunni-ritual
Abdest indledes med at sige formlen basmala "I Allahs navn, den Nådige, den Barmhjertige." Herefter udføres følgende trin:
1. Vask højre hånd op til håndleddet tre gange. Derefter venstre.
2. Skyl munden helt tilbage til ganen 3 gange.
3. Skyl næsen 3 gange.
4. Vask ansigtet fra hårlinjen til halsen og fra øre til øre 3 gange.
5. Vask højre arm inkl. hånden op til lidt over albuen 3. gange. Derefter venstre.
6. Fugt håret ved at køre våde fingre bagud gennem håret. Dette gøres kun en gang.
7. Fugt ørerne ved gnide fugtige fingre rundt i øret og ind i øret. Dette gøres kun en gang.
8. Vask fødderne op til anklerne. Start med højre fod.

Teoretisk set kan man nøjes med at lave en Abdest om dagen, men der er en række ting der gør den ugyldig. Det drejer sig bl.a. om ting som toiletbesøg og dyb søvn.